# Richard Casley
Richard Leonard Casley, est un cryptarque membre de la famille princière de Hutt River. Troisième fils du prince Leonard de Hutt River et de son épouse la princesse Shirley, il est le premier ministre de la micronation de la principauté de Hutt River, en Australie, à plusieurs reprises depuis 2005. 

## Biographie
Né en 1953, Richard Casley est le cinquième et le troisième fils de Leonard Casley et de son épouse Shirley Joy. Il devient prince en 1971, lors de la proclamation de son père en tant que Prince d'Hutt River, une micronation comprenant plusieurs exploitations agricoles.
Hutt River est initialement une exploitation agricole de 75 km2 en Australie-Occidentale, située à 525 km au nord de Perth et à 40 km au nord-ouest de Northampton.
En 2005, la fiscalité est simplifiée avec le tax act, et la même année le pays se dote d'une Constitution qui innove en instituant notamment un pouvoir législatif élu au suffrage universel. La même année, Richard Casley, accepte le poste de premier ministre de la principauté à la condition qu'il renonce à ses droits sur le trône. Il conserve cette fonction jusqu'en 2012 avant d'être à nouveau nommé en 2015. 
Après l'abdication du prince Leonard, le frère cadet de Richard, Graeme, devient le 2e prince souverain de la principauté de Hutt River le 11 février 2017. 

## Titres et décorations

### Titulature
- 1953 - 21 avril 1970 : M. Richard Casley
- depuis le 21 avril 1970 : Son Altesse royale le prince Richard de Hutt River, duc de Carmel[7]

### Fonctions
- 27 août 2005 - 3 juin 2012 : Premier ministre de la principauté de Hutt River
- depuis le 27 août 2015[8] : Premier ministre de la principauté de Hutt River

### Décorations
- Grand maître de l'illustre ordre du mérite